# Roger Blaquière
 (août 2023).
La mise en forme du texte ne suit pas les recommandations de Wikipédia : il faut le « wikifier ».
Les points d'amélioration suivants sont les cas les plus fréquents :
- Les titres sont pré-formatés par le logiciel. Ils ne sont ni en capitales, ni en gras.
- Le texte ne doit pas être écrit en capitales (les noms de famille non plus), ni en gras, ni en italique, ni en « petit »…
- Le gras n'est utilisé que pour surligner le titre de l'article dans l'introduction, une seule fois.
- L'italique est rarement utilisé : mots en langue étrangère, titres d'œuvres, noms de bateaux, etc.
- Les citations ne sont pas en italique mais en corps de texte normal. Elles sont entourées par des guillemets français : « et ».
- Les listes à puces sont à éviter, des paragraphes rédigés étant largement préférés. Les tableaux sont à réserver à la présentation de données structurées (résultats, etc.).
- Les appels de note de bas de page (petits chiffres en exposant, introduits par l'outil «  Source ») sont à placer entre la fin de phrase et le point final[comme ça].
- Les liens internes (vers d'autres articles de Wikipédia) sont à choisir avec parcimonie. Créez des liens vers des articles approfondissant le sujet. Les termes génériques sans rapport avec le sujet sont à éviter, ainsi que les répétitions de liens vers un même terme.
- Les liens externes sont à placer uniquement dans une section « Liens externes », à la fin de l'article. Ces liens sont à choisir avec parcimonie suivant les règles définies. Si un lien sert de source à l'article, son insertion dans le texte est à faire par les notes de bas de page.
- La présentation des références doit suivre les conventions bibliographiques. Il est recommandé d'utiliser les modèles {{Ouvrage}}, {{Chapitre}}, {{Article}}, {{Lien web}} et/ou {{Bibliographie}}. Le mode d'édition visuel peut mettre en forme automatiquement les références.
- Insérer une infobox (cadre d'informations à droite) n'est pas obligatoire pour parachever la mise en page.

Pour une aide détaillée, merci de consulter Aide:Wikification.
Si vous pensez que ces points ont été résolus, vous pouvez retirer ce bandeau et améliorer la mise en forme d'un autre article.
Roger Blaquière, né le 4 juillet 1933 à Paris, est un peintre et sculpteur français.

## Biographie
Né à Paris le 4 juillet 1933, Roger Blaquière fait ses premières études aux Arts Appliqués puis à l’école des Beaux Arts de Paris, où il obtient en 1958 le premier Prix d’Art Monumental ainsi qu’une bourse pour la Casa de Velázquez à Madrid, où il séjourne en 1959.
En 1961, il obtient le second Prix de Rome de peinture puis le premier Grand Prix en 1963. De 1964 à 1967, il séjourne à la Villa Médicis sous la direction de Balthus.
Il s’installe dans la Sarthe en 1967 et enseigne à l’École des Beaux-Arts du Mans jusqu’en 1995.
L'œuvre de Roger Blaquière comprend plusieurs registres. La peinture en est le fil conducteur mais d'autres recherches l'attirent. Le textile dans les années 1970-80. La linogravure depuis 1965. Les livres d'artistes et l'illustration pour les ouvrages de ses amis écrivains. Le modelage, les terres cuites mais aussi un travail sur les grands formats picturaux conçus comme des éléments environnementaux.
Il expose régulièrement à la galerie Visconti, rue de Seine, à Paris jusqu’en 1994, présente ses œuvres lors de nombreuses expositions et collabore entre autres avec les musées du Mans.
Élu à l’Académie du Maine en 1987, il publie des articles dans diverses revues.

## Récompenses
- Prix de la Casa Velasquez (1958)
- Premier grand prix de Rome (1963)

## Principales expositions en France
- 1953 : Première exposition parisienne à la galerie Montjoie
- 1963 : Première exposition galerie Visconti à Paris, qui inaugure une collaboration tretenaire.
- 1967 : Commence à participer aux salons (Salon d'automne, Grands et Jeunes d'aujourd'hui, Comparaisons, etc.).
- 1977 : Peintures présentées au Musée de Tessé, Le Mans
- 1988 : Peintures textiles monumentales, Palais des congrès et de la culture, Le Mans.
- 1993 : Première rétrospective de l’ensemble de l’œuvre à l’abbaye royale de l’Épau au Mans.
- 1999 : Rétrospective des œuvres graphiques au musée de la Reine Bérengère du Mans
- 2006 : Sculptures en terre, musée de la Faïence et de la Céramique, Malicorne-sur-Sarthe
- 2008 : Rétrospective fragmentaire, Scène conventionnée L'Espal, Allonnes
- 2013 : Rétrospective des œuvres de terre, musée de la Reine Bérengère du Mans
- 2018 : Nouvelle collaboration avec les musées du Mans et mise en place d’un cabinet de curiosités [1] – il y présente des œuvres personnelles, des œuvres appartenant aux musées et celles d’artistes contemporains de la province du Maine.
- 2023 : Couleurs inattendues, Œuvres récentes, Fonds International d'Art Actuel (FIAA), Le Mans.
- 2025 : Fragments d'une rétrospective. Œuvres sur papier et sculptures 1959-2025, galerie du Chemin, Juigné-sur-Sarthe.

## Publications
- Roger Blaquière, L'Espal, Le Mans, 2009
- Roger Blaquière. Aux rivages du mythe, Lelivredart, Paris, 2018[2]
- Roger Blaquière. Couleurs inattendues, Fonds International d'Art Actuel, Le Mans, 2023
- Roger Blaquière. Fragments d'une rétrospective, Galerie du Chemin, Juigné-sur-Sarthe, 2025